# Volker Wieker
Volker Wieker (ur. 1 marca 1954 w Delmenhorst) – niemiecki wojskowy, generał, Generalny Inspektor Bundeswehry w latach 2010–2018.

## Życiorys
Wstąpił do wojska w 1974 roku, podejmując służbę w 315 Batalionie Artylerii Pancernej w Wildeshausen (w którym pozostał – z przerwą na studia – aż do 1987). W 1980 roku ukończył geodezję na Uniwersytecie Bundeswehry w Monachium. W latach 1987–1989 studiował w Akademii Dowodzenia Bundeswehry w Hamburgu, w efekcie czego otrzymał dyplom oficera sztabu generalnego. W latach 1989–1991 był referentem działu personalnego w Federalnym Ministerstwie Obrony w Bonn. W latach 1991–1992 odbył dalsze studia sztabowe w Fort Leavenworth (USA), po powrocie do Niemiec był Oficerem Sztabowym ds. gotowości bojowej i wyszkolenia w 21 Brygadzie Pancernej w Augustdorf (1992–1993) i dowódcą 215 Batalionu Artylerii Pancernej (1993–1996). W 1996 brał udział w misji IFOR w Bośni i Hercegowinie, po powrocie był adiutantem Federalnego Ministerstwa Obrony w Bonn (1997–1999), następnie służył w sztabie głównym Wojsk Lądowych i jako dowódca 40 brygady Pancernej Mechlenburg w Schwerinie. W 2001 roku dowodził kontyngentem niemieckim i Wielonarodową Dywizją Południe sił KFOR w Kosowie. W latach 2002–2004 był szefem sztabu Urzędu ds. Wojsk Lądowych, a następnie szefem sztabu Wojsk Lądowych (2004–2007). W latach 2007–2008 był zastępcą dowódcy, a potem dowódcą I Korpusu Niemiecko-Holenderskiego w Münster. Na przełomie 2009 i 2010 roku był szefem sztabu ISAF w Afganistanie. 19 stycznia 2010 roku został awansowany na najwyższy stopień wojskowy w Bundeswehrze (General – odpowiednik polskiego Generała), a w dwa dni później mianowany Generalnym Inspektorem Bundeswehry.
Jest żonaty i ma dwoje dzieci.